# Urán
Az urán (latinul: uranium; vegyjel: U, nyelvújításkori magyar nevén: sárgany) az aktinoidák csoportjába tartozó nehéz, ezüstfehér, fémes, radioaktív, nagy sűrűségű kémiai elem, a periódusos rendszer 92. tagja.

## Története
Az urán használata a természetes oxid formájában egészen 79-ig nyúlik vissza, amikor is sárga színezőanyagként használták kerámiák zománcának készítésénél (Olaszországban, Nápoly mellett találtak ilyen kerámiadarabokat). Az újbóli felfedezésekor a 19. század elején az egyetlen ismert uránlelőhely Csehországban volt, Joachimsthalban.
Az elem felfedezését a német kémikusnak, Martin Heinrich Klaprothnak tulajdonítják, aki 1789-ben fedezte fel egy szurokérc nevű kőzetben. Az elem a nevét az Uránusz bolygóról kapta, amit 8 évvel korábban William Herschel fedezett fel. Fémként először 1841-ben Eugene-Melchior Peligot különítette el. 1850-ben használták először kereskedelmi forgalomban, méghozzá az üveggyártásban. Az első ilyen vállalat a Lloyd & Summerfield volt Birminghamben. Az urán radioaktív jellegét először 1906-ban észlelték.
A II. világháború idején a szövetségesek hatalmas uránfelvásárlásba kezdtek, annak ellenére, hogy az urándúsítás rendkívül drága volt. Az uránt, amit főként Kongóból szereztek be, felhasználták a „Little Boy” nevű atombomba építéséhez, amit végül Hirosimára dobtak le 1945. augusztus 6-án. A többi atombomba hasadóanyaga plutónium volt, aminek az előállításához szintén uránra van szükség. Kezdetben úgy vélték, hogy az urán a Földön nagyon ritka, ezért az atomhatalom teljes megszerzéséhez elegendő az ismert készletek felvásárlása, azonban még abban az évtizedben felfedeztek újabb lelőhelyeket.
A Manhattan Project idején a dúsított uránra az „oralloy”, míg a természetes uránra a „tuballoy” kifejezést használták, főként nemzetbiztonsági okok miatt. Ritkábban a 25 megnevezést használták a projekt tudósai az U-235 megnevezésére.

## Előfordulása
Az uránnak a természetben a 234-es, 235-ös és 238-as tömegszámú izotópjai fordulnak elő. Mindegyik előfordulásnál döntően 238-as izotóp található, kis mennyiségben (0,72%) 235-ös, és nagyon kis mennyiségben 234-es izotóp, a pontos arányokat ld. a táblázatban. A jelenlegi atomerőművek szempontjából a ritkább 235-ös izotóp hasznosítható, a kis előfordulási arány miatt dúsítani kell (jellemzően néhányszoros koncentrációra).
A Föld keletkezésekor a 238-as izotóp kétszeres, a 235-ös mintegy százszoros mennyiségben fordult elő, így arányuk kiegyenlítettebb volt.
Az urán elszórtan az egész földkéregben megtalálható. Átlagos koncentrációja 3-5 gramm/tonna (3-5 ppm). A földkéreg urántartalma - 25 km mélységig számolva - 100 milliárd tonnára becsülhető, míg az óceánoké 10 millió tonnára. Gyakorlatilag sokkal kisebb mennyiség használható: csak azok az előfordulások, ahol az urán koncentrációja három nagyságrenddel magasabb. A talajok urántartalma 0,7-11 ppm között alakul (foszfor-műtrágya használatakor előfordul 15 ppm is). Egyes baktériumfajok testükben felhalmozzák az uránt, annak koncentrációja 300-szor magasabb lehet a környezeténél.
Legfontosabb érce az urán-szurokérc, amely jellemzően 0,5-0,8% (5-8 ezer ppm) uránt tartalmaz. Bányásznak 0,1-0,25% urántartalmú ércet, és előfordul (Kanadában) több tíz százalék urántartalmú érc is, amit meddővel keverve bányásznak ki. A Föld uránkészletének 40%-a Ausztráliában található.

## Készletei
A gazdaságosan kitermelhető uránérc legnagyobb ismert készleteivel Ausztrália rendelkezik,  1,7 millió tonnát birtokol, az ismert tartalék 28 százalékát. Az ausztráliai Olympic Dam bánya a világ legnagyobb uránlelőhelye.
2023-as adatok szerint a legnagyobb uránérc-készletekkel rendelkező országok:
- Ausztrália – 1,7 millió tonna
- Kazahsztán – 815 ezer tonna
- Kanada – 589 ezer tonna
- Oroszország – 481 ezer tonna
- Namíbia – 470 ezer tonna
- Dél-Afrika – 321 ezer tonna
- Brazília – 311 ezer tonna
- Niger – 277 ezer tonna
- Kína – 224 ezer tonna
- Mongólia – 145 ezer tonna
- Üzbegisztán – 131 ezer tonna
- Ukrajna  – 107 ezer tonna

### Kitermelése
A becslések szerint a világon 35 millió tonna uránérc termelhető ki, ebből műrevaló (gazdaságosan kitermelhető) mennyiség 5 millió tonna uránérc (ez a piaci ártól is függ). Az elmúlt években az árak erősen emelkedtek. A dúsított urán ára 2007-ben elérte a 130 USD/kg-ot (urán-hexafluoridra számolva).
Országonként
2011-ben 20 országban bányásztak uránt. Ekkor a legnagyobb termelő Kazahsztán a világtermelés 35,6%-ával és Kanada 16,7%-kal. Nagyobb termelők még: Ausztrália (11%), Niger (8%), Namíbia (6%), Oroszország (5,5%), Üzbegisztán (5,5%).
2017-benː

| No. | ország                  | kitermelés (tonna) (2017) | a világtermelés százaléka (2017) |
| --- | ----------------------- | ------------------------- | -------------------------------- |
| –   | világ                   | 59,462                    | 100                              |
| 1   | Kazahsztán              | 23,321                    | 39.2                             |
| 2   | Kanada                  | 13,116                    | 22.1                             |
| 3   | Ausztrália              | 5,882                     | 9.9                              |
| 4   | Namíbia                 | 4,224                     | 7.1                              |
| 5   | Niger                   | 3,449                     | 5.8                              |
| 6   | Oroszország             | 2,917                     | 4.9                              |
| 7   | Üzbegisztán             | 2,404                     | 4.0                              |
| 8   | Kína                    | 1,885                     | 3.2                              |
| 9   | Egyesült Államok        | 940                       | 1.6                              |
| 10  | Ukrajna                 | 550                       | 0.9                              |
| 11  | India                   | 421                       | 0.7                              |
| 12  | Dél-afrikai Köztársaság | 308                       | 0.5                              |

## Felhasználása
Az atomerőművekben nem színtiszta fém-uránt, hanem 1,2–2,4 és 3,6% U235-re dúsított urán-dioxid tartalmú pasztillákat használnak, amelyeket hosszú, vékony üzemanyagpálcákban halmoznak fel. Az üzemanyag-pálcákat csoportokba kötegelik, és megfelelő alakzatban (a hőátadás és neutronelnyelés végett) elhelyezik a atomreaktorban.
Radioizotópos termoelektromos generátorok fűtőelemként is használják számos esetben, például a Naprendszer külső részeit kutató űrszondákban (Voyager 1-2, Pioneer–10, New Horizons).
Nukleáris fegyverek gyártásához is felhasználhatják.
Nagy sűrűsége miatt feltehetőleg már a második világháborúban is használták páncéltörő lövedékek gyártásához, a korszerű lövedékek ún. szegényített uránból készülnek.

## Élettani tulajdonságai
Kémiai hatását tekintve maga a fém és vegyületei egyaránt súlyosan mérgező anyagok.

## Kémiai tulajdonságai, vegyületei
Az urán a vegyületeiben különböző oxidációs számú lehet, de csak azok a vegyületei stabilak, amelyekben oxidációs száma +4 vagy +6.
Levegőn hevítve triurán-oktaoxiddá (urán(IV, VI)-oxid, U3O8) ég el. Standardpotenciálja negatívabb, mint a hidrogéné, ezért savakban hidrogénfejlődés közben oldódik. Legrégebben ismert és legfontosabb ásványa az uránszurokérc. Illékony savak urán(IV) sóinak hevítésekor urán(IV)-oxid keletkezik. Az urán(IV)-oxid amfoter vegyület.

## Izotópjai
Lásd a Előfordulása és a Felhasználása részt.